# Friedrich Wilhelm von Oertzen
Friedrich Wilhelm Karl Walter von Oertzen (* 5. Oktober 1898 in Breslau; † 8. Juli 1944) war ein deutscher Journalist, Publizist und Schriftsteller. Der langjährige Polenkorrespondent der Vossischen Zeitung gehörte dem jungkonservativen „Tat-Kreis“ an und erregte Anfang der 1930er Jahre mit antipolnischen Publikationen Aufsehen. Er trat außerdem als Historiker der Freikorps hervor, denen er nach der Novemberrevolution angehört hatte, und die er überwiegend positiv darstellte. Unter dem Pseudonym Franz Woertz war er auch schriftstellerisch tätig.

## Leben
Oertzen wurde am 5. Oktober 1898 in Breslau als Sohn des Generalleutnants Fritz Ludwig Karl Hugo von Oertzen (1855–1942) und dessen Frau Karoline Elisabeth Emilie, geb. Gräfin von Schwerin, geboren. Seine Brüder Kurt Christoph Helmuth Rudolf und Rudolf Helmuth Felix waren im Ersten Weltkrieg als Leutnants gefallen. Schwester Anna Lilla Ella Mathilde wurde Handelsschullehrerin, Schwester Ella Eva Barbara, heiratete 1919 Dr. Georg Rotzoll. Seine Onkel waren Generalleutnant Karl Ludwig August Otto Degen von Oertzen (1852–1911), General der Infanterie Gustav Franz Albert Ludwig von Oertzen (1853–1927), Rudolf Albrecht Bernhard Karl Wilhelm von Oertzen (1874–1941) und Pastor, Marine-Feldprediger sowie Missionar Detwig Ludwig August Hans von Oertzen (1876–1950).
Er nahm als Leutnant der Reserve am Ersten Weltkrieg teil. Nach der Novemberrevolution schloss er sich Freikorps an. Als Angehöriger der Garde-Kavallerie-Schützen-Division wurde er im Januar 1919 von Gustav Noske damit beauftragt, linksradikale Politiker zu überwachen. Oertzen ließ den privaten Telefonanschluss Karl Liebknechts abhören und trug dadurch zur Ergreifung Liebknechts und Rosa Luxemburgs bei. Laut Hans Meisel war Oertzen Zeuge, als Liebknecht und Luxemburg beim Verlassen des Eden-Hotels mit einem Gewehrkolben die Schädel eingeschlagen wurden. 1921 nahm er als Angehöriger des Selbstschutzes Oberschlesien an den Kämpfen gegen polnische Aufständische in Oberschlesien teil.
Nach dem Jurastudium begann Oertzen seine journalistische Laufbahn bei der Lippischen Tageszeitung in Detmold. Ende 1924 kam er zur Redaktion der Vossischen Zeitung, wo er verantwortlicher Redakteur für Militär-, Ost- und Völkerbundsfragen wurde, teils aber auch als Korrespondent in Polen arbeitete. Während dieser Zeit lernte Oertzen den Journalisten Hans Zehrer kennen, der ihn später in den Mitarbeiterstab der einflussreichen politischen Monatsschrift Die Tat holte. Für Die Tat verfasste der national und rechtskonservativ gesinnte Oertzen vor allem Aufsätze über die Reichswehr, ihre Stellung und Einordnung im Staat. Aufgrund seiner guten Kontakte zur Reichswehr übernahm er in den frühen 1930er Jahren eine Scharnierfunktion zwischen den Journalisten des „Tat-Kreises“ um Zehrer und der Reichswehrführung. Beim Ullstein Verlag war Oertzen zur gleichen Zeit am Zustandekommen des Erwerbs der Täglichen Rundschau beteiligt.
Von Sommer 1932 bis Juli 1933 war Oertzen Chef vom Dienst und Chefredakteur bei der Täglichen Rundschau. Hans Meisel zufolge wurden Oertzen und Zehrer von Freunden innerhalb der NSDAP vor den Säuberungen im Zuge des sogenannten Röhm-Putsches gewarnt und versteckten sich im Wald, bis die Lage sich beruhigt hatte. Oertzen habe sich oppositionellen Kreisen der protestantischen Kirche angeschlossen. Von Mai 1934 bis April 1937 arbeitete Oertzen als stellvertretender Hauptschriftleiter der Zeitschrift Die Sirene, der Zeitschrift des Reichsluftschutzbundes. In der Signal, einer Zeitschrift der NS-Auslandspropaganda, warb Oertzen 1941/42 im Sinne der nationalsozialistischen Europapropaganda für eine „europäische Völkervereinigung unter dem Schutze der Achsenmächte“.
Zu Beginn des Zweiten Weltkrieges meldete Oertzen sich freiwillig zur Wehrmacht. Zuletzt als Hauptmann der Reserve und Dritter Generalstabsoffizier (Ic) in einem Divisionsstab eingesetzt, gilt er seit Sommer 1944 als vermisst. Zu dieser Zeit soll er zur militärischen Opposition gegen Hitler gehört haben. Laut dem Volksbund Deutsche Kriegsgräberfürsorge fiel er an der Ostfront.

## Familie
Von Oertzen war seit dem 1. Februar 1923 mit Else Kaibel (1892–1966) verheiratet, Tochter von Prof. Dr. phil. Georg Kaibel und der Adelheid, geb. Schadow, dann, nach der Scheidung, seit dem 20. Dezember 1934 mit Margarethe Luisa Gräfin von Hardenberg (1904–1981), Tochter des Majors Alexander Graf von Hardenberg und der Margarete, geb. Freiin von der Borch. Er war der Vater des Politologen und SPD-Politikers Peter von Oertzen, ein Sohn aus erster Ehe.

## Werk
Aufsehen erregte Oertzen mit seinen Büchern Das ist Polen! und Polen an der Arbeit von 1931 bzw. 1932. Darin beschäftigte er sich mit der polnischen Innen- und Minderheitenpolitik bzw. der polnischen Auslandspropaganda und polnischen Minderheiten in Deutschland. Das ist Polen! transportierte das Bild deutschfeindlicher polnischer „Banden“. Oertzen charakterisierte die polnischen Aufständischen in Ostoberschlesien, die sich nach der Volksabstimmung in Oberschlesien 1921 erhoben hatten, als „hungrige, bösartige Ratten“, die in Banden die deutsche Minderheit terrorisiert hätten. In Polen wurde sein Buch Das ist Polen! verboten und Gegenstand einer Parlamentsdebatte. Im deutschen Auswärtigen Amt fand der Inhalt indes ungeteilte Zustimmung. Für die Auslandsmissionen wurden 150 Exemplare zu Propagandazwecken angekauft. Das Auswärtige Amt und der im preußischen Innenministerium für Propagandafragen zuständige Ministerialrat Fritz Rathenau verhandelten mit Oertzen alsbald über ein weiteres Buch. Rathenau sah darin eine Fortsetzung seines eigenen Werkes Deutschlands Ostnot.
Eine kurze Biographie des polnischen Marschalls Józef Piłsudski, die Oertzen bei Colemans kleine Biographien in Lübeck veröffentlichte, wurde in Polen ebenfalls verboten. Oertzen erhielt aber den Auftrag, in Zusammenarbeit mit den zuständigen polnischen Stellen ein neues Buch zu schreiben. Major Wacław Lipiński vom Militärischen Büro in Warschau gab dazu einige Hinweise und stellte ihm Fotomaterial zur Verfügung. Das Buch Marschall Piłsudski – Der Schöpfer und Lenker des neuen Polen wurde in Deutschland in die „weißen Listen“ politisch besonders „wertvoller“ Literatur aufgenommen und von der Reichsstelle zur Förderung des deutschen Schrifttums allen deutschen Volksbüchereien empfohlen. Hintergrund war die nationalsozialistische Außenpolitik. Hitler bemühte sich zu dieser Zeit um Polen und schloss etwa im Januar 1934 den deutsch-polnischen Nichtangriffspakt. Als Hitler dieses Werben im Sommer 1939 nicht mehr opportun erschien, wurden im Zuge der antipolnischen Propaganda binnen kurzer Zeit drei Neuauflagen von Das ist Polen! produziert. Oertzens Werk spielte auch noch in der Propaganda des Generalgouvernements eine Rolle.
Oertzen verfasste außerdem Bücher und Aufsätze zur Geschichte der Freikorps. Der Historiker Hagen Schulze weist auf die Parteinahme dieser Schriften hin, in welchen die Freikorps in positiver Weise als weltanschaulich wie politisch klar orientierte Gebilde geschildert würden, um „den Freikorps, vor allem auch den frühen, Züge zuzuschreiben, die sie nicht besaßen, nur um eben diese Züge in der SA, der SS oder im Nationalsozialismus wiederzuentdecken.“ Oertzen habe sich bei aller Parteinahme immerhin „eine gewisse kritische Distanz zu seinem Gegenstand“ bewahrt; auch seien seine Quellen verhältnismäßig gut belegt. Schließlich habe er seinen Gegenstand aus eigener Anschauung gekannt.
Unter dem Pseudonym Franz Woertz veröffentlichte Oertzen einen Roman und das Lustspiel Öl ins Feuer.

## Schriften (Auswahl)
- Das ist die Abrüstung! Der Hohn der Abrüstungsartikel von Versailles. 1. Auflage. Stalling, Oldenbourg 1931.
- Das ist Polen. Georg Müller, München 1932.
- Volk und Wehrmacht. In: Krisis : ein politisches Manifest. 1932, S. 119–130.
- Polen an der Arbeit. 4. Auflage. Langen Müller, München 1932.
- Geschäfte mit dem Tod. Hinter den Kulissen der französischen Rüstungsindustrie. Hanseatische Verl.-Anst, Hamburg 1933.
- Pilsudski. Coleman, Lübeck 1933.
- mit Wilhelm Petersen: Kamerad, reich mir die Hände. Freikorps und Grenzschutz, Baltikum und Heimat. Ullstein, Berlin 1933.
- Alles oder nichts. Polens Freiheitskampf in 125 Jahren. Korn, Breslau 1934.
- Im Namen der Geschichte! Politische Prozesse der Nachkriegszeit. Hanseatische Verlagsanstalt, Hamburg 1934.
- Marschall Pilsudski. Der Schöpfer und Lenker des neuen Polen. Kittler, Berlin 1934.
- Das Gummimonopol. National-Archiv, Oldenburg i. O. 1935.
- Die Ölkonzerne. National-Archiv, Oldenburg i. O. 1935.
- Der grosse Krieg und der südslawische Soldat. In: Das Königreich Südslawien. 1935, S. 206–214.
- Die internationale Rüstungsindustrie. National-Archiv, Oldenburg 1935.
- Die Menschheit in Ketten. Kräfte und Mächte im Dunkeln. National-Archiv-Verl., Oldenburg i.O. 1935.
- Die deutschen Freikorps, 1918–1923. F. Bruckmann, München 1936.
- Das Gold. National-Archiv, Oldenburg 1936.
- Der Handel mit Menschen. Die Baumwolle. National-Archiv, Oldenburg 1936.
- Junker. Preußischer Adel im Jahrhundert des Liberalismus; mit vier Bildtafeln. 6. Auflage. Stalling, Oldenburg i. O. 1939.
- Baltenland. Eine Geschichte der deutschen Sendung im Baltikum [mit 3 Karten]. F. Bruckmann, München 1939.

als Franz Woertz:
- Einer spielt gegen alle. Roman. Ullstein, Berlin 1936.
- Oel ins Feuer. Eine Komödie in vier Akten. G. Marton, Wien 1937?